# Jacob Kremberg
Jacob Kremberg (ca. 1600 – før 14. februar 1642) var en dansk billedskærer.
Kremberg havde sit værksted i Lund og har udført flere kirkeudsmykninger under Christian IV, især i Skåne og på Bornholm. Fra hans værksted stammer blandt andet alterbilledet i renæssance-stilen i Aa Kirke på Bornholm. 
Efter skånsk skik smykkede han sine prædikestole ofte med figurrige relieffer. Alterfigurerne er ofte stive og højtidelige. Hans renæssance-prægede stil ændrede sig i det senere år i barok retning.
Navnet skrives også Jakob Kremberg.

## Ekstern henvisning
- Jacob Kremberg på Kunstindeks Danmark/Weilbachs Kunstnerleksikon